# Pont d'Andenne
Le pont d'Andenne est un pont enjambant la Meuse et reliant la ville d'Andenne au village de Seilles.

## Liens externes

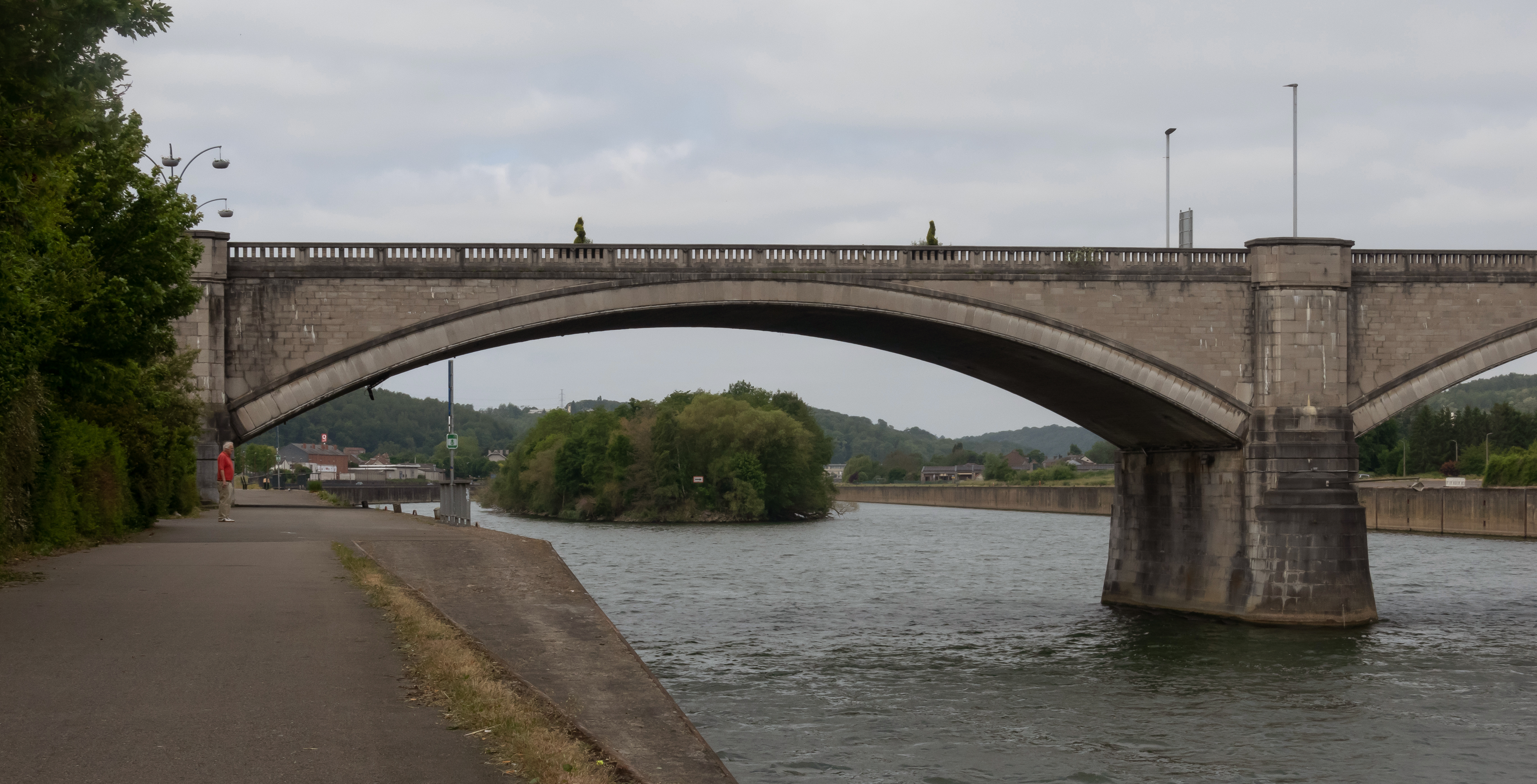
Pont d'Andenne (2023)